# Opelbrücke
Die Opelbrücke quert den Main bei Rüsselsheim am Main und stellt eine Verbindung zur gegenüberliegenden Stadt Flörsheim am Main her. Sie ist heute Teil der Bundesstraße 519.

## Geschichte
Vor dem Bau der Opelbrücke bestand eine Fährverbindung zwischen Rüsselsheim und Flörsheim. Vertreter der Opel-Werke hatten bereits 1905 den Bau einer festen Mainquerung gefordert, um den Arbeitern aus Flörsheim den Umweg über Mainz zu ersparen, wenn die Fähre wegen Eisgangs oder Hochwasser eingestellt war. Wegen des Ersten Weltkriegs konnten die Pläne zunächst nicht realisiert werden, ein erneuter Vorstoß der Stadt Rüsselsheim im Jahr 1926 hatte jedoch Erfolg. Die Kosten in Höhe von 750.000 RM teilten sich die Opel-Werke und die beteiligten Länder Preußen und Hessen. Die Brücke wurde vom MAN Werk Gustavsburg im Jahr 1927 errichtet und 1928 feierlich eröffnet.
Beim Rückzug der Wehrmacht im Zweiten Weltkrieg wurde die Opelbrücke 1945 gesprengt. Nach dem Krieg konnte sie jedoch wiederaufgebaut werden. 1979 wurde die alte Opelbrücke durch einen vierspurigen Neubau etwas weiter flussaufwärts ersetzt, und die alte Brücke wurde abgebrochen. Die neue Brücke sollte Bestandteil einer nie gebauten vierspurigen Ortsumfahrung von Flörsheim mit Anbindung an die Bundesautobahn 66 bei Hofheim am Taunus werden, deren Planung 2006 wegen Durchschneidung eines FFH-Gebiets offiziell aufgegeben wurde.